# Cornelis Cardinaal

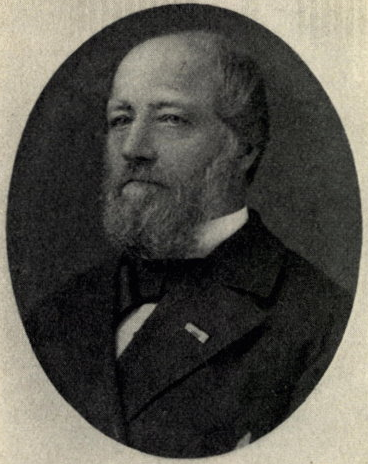
Foto van mr. C. Cardinaal

Cornelis Cardinaal (Groningen, 23 juni 1819 – Tilburg, 28 april 1893) was een Nederlands politiefunctionaris.
Hij werd geboren als oudste zoon van koopman en zeepzieder Jacob Cardinaal. Hij studeerde Romeins en hedendaags recht aan de Rijkshogeschool in Groningen (thans Rijksuniversiteit Groningen) waar hij in 1844 promoveerde waarna Cardinaal zich als advocaat vestigde in Almelo. In februari 1846 volgde zijn benoeming tot commissaris van Politie in zijn geboorteplaats en daarnaast werd hij daar ambtenaar bij het openbaar ministerie bij het kantongerecht. In november van dat jaar trouwde hij waarna ze 4 kinderen kregen. Kort na zijn aantreden bij de Groningse politie gaf hij daar leiding aan een grote reorganisatie.
In september 1853 werd Cardinaal commissaris bij de Rotterdamse politie waarbij hij leiding ging geven aan het 1e kwartier. Op 16 februari 1864 was er een grote brand bij het Museum Boymans wat destijds gevestigd was in  het bovenste deel van Het Schielandshuis. Om zo veel mogelijk kunstwerken te redden ging Cardinaal dat pand in waarbij hij getroffen werd daar door een brandende balk. Hij raakte daarbij zo ernstig gewond dat hij opgenomen moest worden in het nieuwe ziekenhuis aan de Coolsingel.
Toen in 1866 na zware kritiek op de Rotterdamse politie zowel burgemeester J.F. Hoffmann als hoofdcommissaris A.J.C. Janssens opstapte werd Cardinaal in september van dat jaar benoemd tot hoofdcommissaris. Om tegemoet te komen aan de kritiek kwam Cardinaal met een reorganisatieplan waarbij het nachtwakersysteem in februari 1867 werd afgeschaft. In 1868 kreeg Rotterdam te maken met het De Vletter Oproer wat vernoemd is naar Jacob de Vletter (1818-1872).
Op 1 januari 1893 werd Cardinaal op 73-jarige leeftijd op eigen verzoek eervol ontslagen. Hij heeft echter niet lang van zijn pensioen kunnen genieten want eind april van dat jaar overleed hij in Tilburg waar hij op 2 mei begraven werd. 
In Tilburg was in die periode zijn oudste zoon, Jacob Cardinaal (1848-1922), docent aan de Rijks HBS Willem II en de Burgeravondschool. Enkele maanden na het overlijden van zijn vader werd Jacob Cardinaal docent aan de Polytechnische School te Delft en in januari van het volgend jaar volgde zijn benoeming tot hoogleraar. Van 1909 tot 1912 was hij daar zelfs rector magnificus van wat intussen de "Technische Hoogeschool van Delft" (thans TU Delft) was gaan heten.